# Razor 1911

Razor 1911 Logo 1992

Razor 1911 Logo 1993

Razor 1911 Logo 1994

Razor 1911 Logo 2010

Razor 1911 ist eine Warez- und Demo-Gruppe mit einer Geschichte vergleichbar mit Fairlight. Dem US-Justizministerium zufolge ist Razor 1911 der älteste Spiele-Software-Piraterie-Ring im Internet.
Gegründet wurde die Gruppe ursprünglich unter dem Namen „Razor 2992“ von Doctor No, Insane TTM und Sector9 im Oktober 1985 in Norwegen als eine Commodore-64-Software-Cracking-Gruppe. Die Zahl hinter Razor sollte von anderen Gruppen unterscheiden, die ebenfalls den Namen Razor wählen könnten. Kurz darauf änderten sie 2992 in 1911 ab um der Zahl eine Bedeutung zu geben. „1911“ heißt übersetzt „777“ im Hexadezimalsystem, wodurch man sich von den Anderen abheben wollte, die die Zahl 666 inflationär benutzten. Über die Jahre teilte sich die Gruppe mehrmals, konnte jedoch immer wieder neue Mitglieder gewinnen.
Auch heute ist die Gruppe noch aktiv, so veröffentlichten sie beispielsweise Warez von Duke Nukem Forever, Crysis, Die Sims 3, Prototype, Call of Juarez: Bound in Blood, Far Cry 2, Grand Theft Auto IV, Anno 1404, FIFA 2010, Call of Duty: Modern Warfare 2, BioShock 2, Metro 2033, und Mass Effect 2 und konnte als erste Cracker-Gruppe einen funktionierenden Crack für das Spiel Gothic 3 bereitstellen.
Des Weiteren ist es ihnen gelungen, einen Crack für das Spiel Die Siedler 7, mit dem im Frühjahr 2010 erschienenen, neuen Kopierschutz von Ubisoft, zu erstellen. Auf der Demo-Party Revision 2011 erlangten Razor 1911 in der Kategorie „PC 64K Intro“ den zweiten Platz für die Demo „We Have Accidently Borrowed Your Votedisk“.
Am 6. Dezember 2010 gab Razor 1911 bekannt, einen Spiegelserver für WikiLeaks einzurichten.

## Operation Buccaneer
Die Operation Buccaneer, eine Undercover-Aktion der US-amerikanischen Zollbehörde, führte in dieser Gruppe zu Verurteilungen.
2003 wurde der 31-jährige Shane E. Pitman (Pitbull) zu 18 Monaten Haft verurteilt.
2004 wurde der 38-jährige Sean Michael Breen, ebenfalls Mitglied dieser Gruppe, zu 50 Monaten Haft und weiteren drei Jahren auf Bewährung verurteilt. Außerdem wurde er zu einer Entschädigungszahlung von rund 690.000 US-Dollar an Cisco Systems verpflichtet. Breen hatte im Namen von Cisco-Kunden Hardware-Bestellungen gefälscht und an eine Adresse liefern lassen, wo er sie mit einem Komplizen entgegennahm, um die Geräte anschließend zu günstigen Preisen weiter zu verkaufen.